# Saur (Unternehmen)
Saur ist ein französisches Unternehmen auf dem Gebiet der Wasserwirtschaft.
Das Unternehmen betreibt Wasserwerke und Infrastruktur zur Distribution von Trinkwasser sowie Kläranlagen zur Abwasserbehandlung. Weiterhin betätigt sich Saur in der Auslegung und Projektierung von Anlagen zum Wassertransport und zur Wasseraufbereitung. Die Kernmarken des Konzerns sind Saur (Anlagenbetrieb), Stereau (Engineering) und Nijhuis (Bau und Betrieb von Anlagen für industrielle Endkunden).
Das Unternehmen ist hinter Veolia und Suez der drittgrößte Wasserversorger in Frankreich.

## Geschichte
Das Unternehmen wurde 1933 von Pierre Crussard als Société d’Aménagement Urbain et Rural gegründet und plante und betrieb Wasserwerke. Im Jahr 1934 erlangte Saur die erste Dienstleistungskonzession des Unternehmens zur Wasserversorgung der Gemeinde Villejoubert.
Im Jahr 2004 veräußerte der bisherige Eigentümer Bouygues Saur an die Private-Equity-Gesellschaft PAI partners für eine Summe von rund einer Milliarde Euro. Bis zu diesem Zeitpunkt umfasste das Portfolio des Unternehmens auch Aktivitäten auf dem afrikanischen Kontinent, die aus Saur herausgetrennt und nicht mitveräußert wurden. Diese Unternehmensteile wurden später in die Gesellschaft Eranove überführt. Im April 2007 verkaufte PAI partners das Unternehmen weiter an ein Konsortium unter Führung der Caisse des Dépôts (47 %) und weiterer Beteiligung von Séché Environnement (33 %) und Axa (20 %). 2013 folgte eine weitere Änderung der Eigentumsverhältnisse in Form der Übernahme von Saur durch die Gläubigerbanken BNP Paribas und Groupe BPCE.
Seit Juli 2018 ist die Beteiligungsgesellschaft EQT Hauptanteilseigner von Saur.